# Contea di Fuyu
La contea di Fuyu (富裕县S, FùyùP) è una contea della Cina, situata nella provincia di Heilongjiang e amministrata dalla prefettura di Qiqihar.